# Il Meglio Di Adriano Celentano
«Il Meglio Di Adriano Celentano» (укр. «Краще з Адріано Челентано») — збірник пісень італійського співака та кіноактора Адріано Челентано, випущений у 1975 році під лейблом «Clan Celentano».

## Про збірник
Збірник випускався на LP-платівці у 33 оберти під лейблом «Clan Celentano» з маркуванням CLN 69133. Він містив пісні Адріано Челентано 1962—1975 років. Збірник випускався лише один раз в Італії.